# قصر خرافشة (بني خداش)

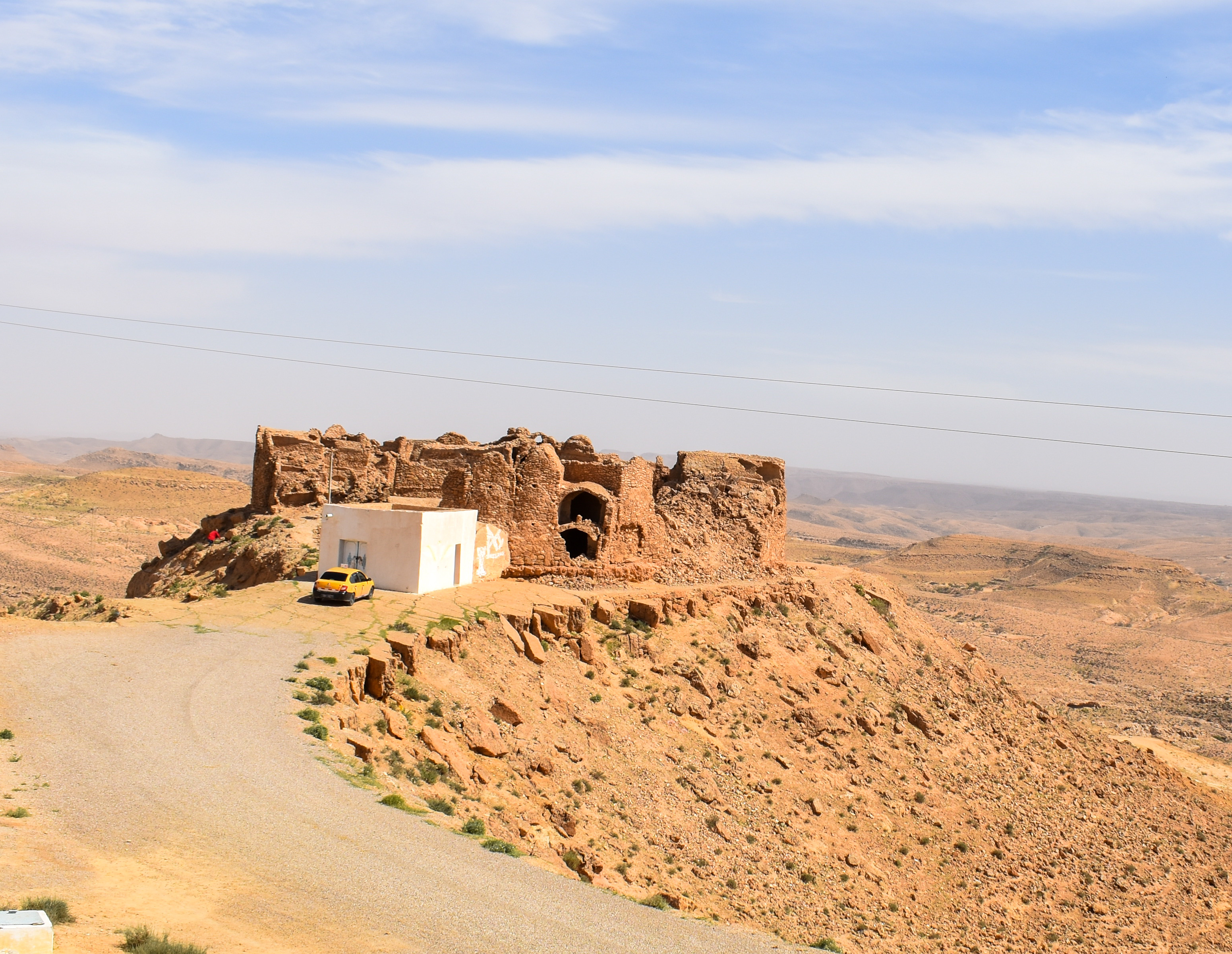
منظر خارجي لقصر خرافشة

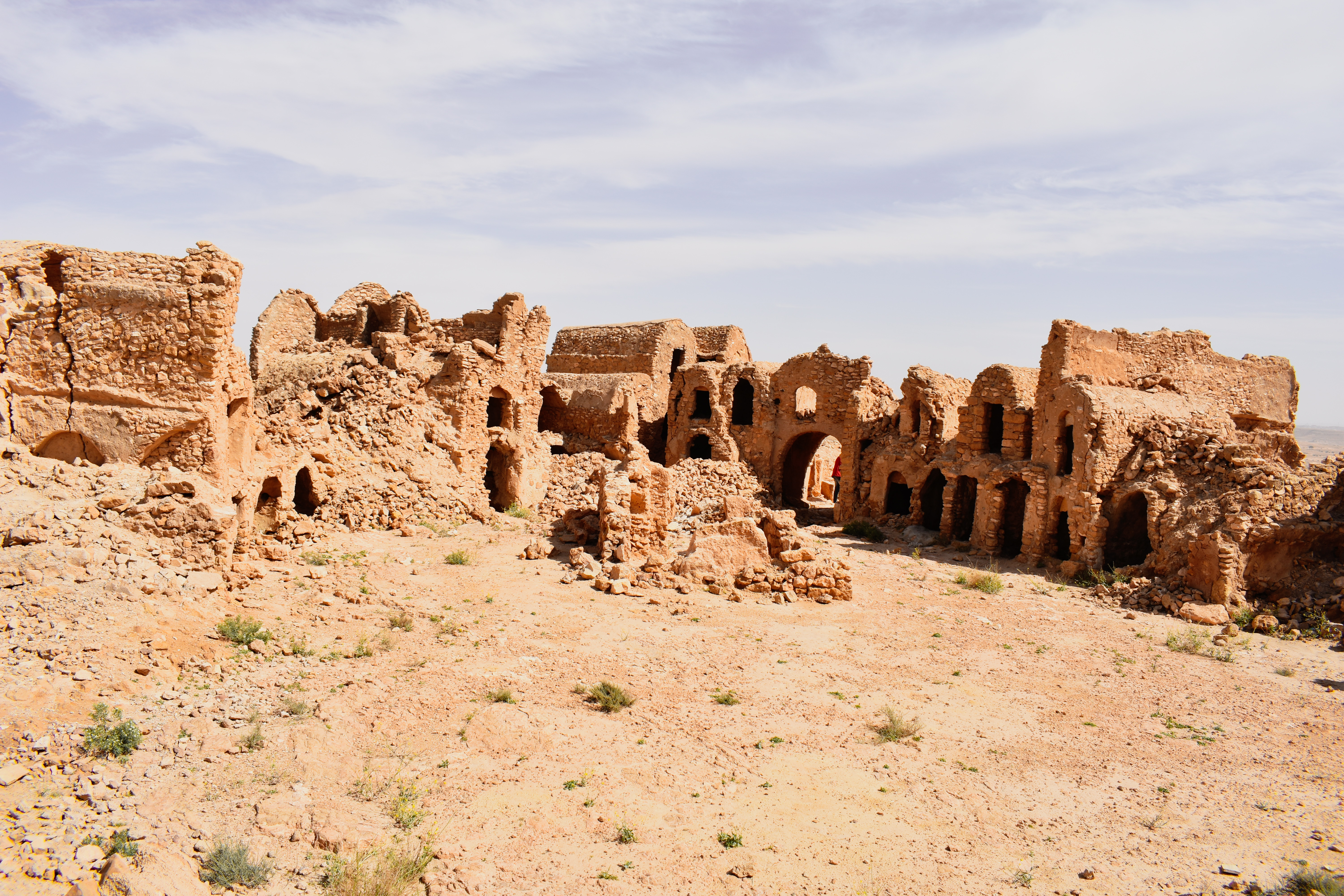
قصر خرافشة من الداخل

قصر خرافشة  هو معلم أثري تونسي مصنف من قبل المعهد الوطني للتراث يقع في ولاية مدنين في الجنوب الشرقي التونسي، تحديدا في مدينة بني خداش تم تصنيف المعلم في يوم 15 مارس 2022. 
1. ↑  "الرائد الرسمي التونسي". الجريدة الرسمية _ الرائد الرسمي ع. 042 بتاريخ 15/04/2022. 15 مارس 2022. مؤرشف من الأصل في 2024-05-16.
2. ↑  "صدر بالرائد الرسمي: 58 معلما تاريخيا "محميّة" بموجب القانون". تورس. مؤرشف من الأصل في 2024-05-26. اطلع عليه بتاريخ 2024-05-26.